# Geastrum pouzarii
Geastrum pouzarii är en svampart som beskrevs av V.J. Stanek 1954. Geastrum pouzarii ingår i släktet jordstjärnor och familjen jordstjärnor.   Inga underarter finns listade i Catalogue of Life.